# ميلدريد كالاهان جونز
ميلدريد كالاهان جونز (بالإنجليزية: Mildred Callahan Jones)‏ هي سيدة أعمال أمريكية، ولدت في 19 سبتمبر 1943، وتوفيت في 17 يناير 2008.